# Őrmester Vagyonvédelmi Nyrt.
Az Őrmester Vagyonvédelmi Nyrt. személy- és vagyonvédelemmel foglalkozó, országos hálózattal rendelkező magyarországi vállalat. A cég Szerbiában és Szlovákiában is tevékenykedik. Korábban Romániában is rendelkezett leányvállalattal, ezt azonban 2012-ben felszámolták.

## Története
A céget 1990 májusában alapította Kincs István. Az alapításkor még tulajdonos volt a cégben az Országos Rendőr-főkapitányság és a Budapesti Rendőrkapitányság részvételével. A cég korlátolt felelősségű társaságként került a cégbejegyzésbe Őrmester Kft. néven. 2007-ben részvénytársasággá alakult. 2010 óta nyrt.-ként működik, a Budapesti Értéktőzsdén (BÉT) jegyzik részvényeit. A cég 259 830 darab, egyenként 1000 forint névértékű részvénye került a tőzsdére. A tőzsdére történt bevezetése előtt az Őrmesterbe olvasztották a Central Euro-Vidicon Kft.-t és a Sasszem 2000 Kft.-t.
A tőzsdére lépést követően közép-európai terjeszkedésbe kezdett a cég. Leányvállalatot hozott létre Szlovákiában, Szerbiában és Romániában. A romániai cég egy behajtatlan adósság miatt fizetésképtelenné vált és felszámolták.

## Tevékenysége
Fő profilja a személy- és vagyonvédelem. Emellett távfelügyelettel, rendezvénybiztosítással, szakértői szolgáltatásokkal (kockázatelemzés, biztonsági audit, veszteség-megelőzés) és biztonságtechnikai berendezések forgalmazásával is foglalkozik.